# Meglitinidi
Meglitinidi ali glinidi so novejša skupina zdravil za zdravljenje sladkorne bolezni tipa 2. Sodijo med sekretagogne antidiabetike, torej učinkovine, ki spodbujajo izločanje inzulina iz trebušne slinavke.

## Mehanizem delovanja
Meglitinidi se vežejo na sulfonilsečninske receptorje na celicah β v Langerhansovih otočkih, vendar vezavno mesto na receptorju ni isto kot za sulfonilsečnine. Po vezavi na receptorje meglitinidi povzročijo zavrtje od ATP odvisnih kalijevih kanalčkov, kar prepreči izplavljanje kalcija in posledično se spodbudi izločanje inzulina iz celic beta. Učinek je hiter in kratkotrajen. Treba jih je uporabljati pred glavnimi obroki. Sulfonilsečnine, ki delujejo na soroden način, imajo podaljšan učinek in spodbujajo izločanje inzulina tudi tedaj, ko se bolnik ne hrani, ter zato povzročajo hipoglikemijo. Iz tega razloga so meglitinidi varnejše učinkovine.

## Predstavniki
Prva učinkovina iz skupine meglitinidov, ki je prišla na tržišče, je bil repaglinid, sledil mu je nateglinid.